# 董崇彬
董崇彬（1916年7月17日—1993年3月10日），山东省文登县高村人，生于吉林省长白县，东北抗日联军干部、中国人民解放军开国上校，郑州铁路局副局长、武汉铁路局党委副书记、铁道部第二勘测设计院副院长。

## 生平
四岁丧母，七岁到集安的舅舅家，念两年私塾后给地主放牛。16岁学木匠。19岁回长白县的老家，父亲病逝，参加了东北人民革命军第二军第四师一团：
- 第二军军长王德泰，政委魏拯民
  - 第一师（第四师）兼政委师长安奉学,政委周树东，1936年9月安奉学叛变投敌后周树东兼任师长 
    - 一团团长崔贤

  - 五师长史忠恒/陈瀚章,政委王润成
  - 六师师长金日成 政委曹亚范

1936年入冬，在抚松县的小汤河（今白山市江源区松树镇大安村西北羊脸山），董崇彬入党。
1939年3月11日，日本关东军开始实施“东南部治安肃正特别工作”，将“治安肃正”之重点由三江省转向东满、南满，集中“围剿”抗联第一路军所属部队，破坏抗联密营，断绝经济来源，切断与民众联系，导致抗联缺衣少粮，东满进入极端困难时期。同年6月24日发生“牛心顶子事件”（位于今敦化市贤儒镇西平安村村南2.5km的牛心顶子山的余脉大顶子山）。朴得范指示董崇彬带一个排下山去接满洲国治安部警务司警务科长西濑户秀吉、敦化县长三ケ岛笃、敦化县警务科长永田善男警正、日籍福田素臣警佐加上翻译共五个人。董崇彬和战士们把这四个日本人每人捆在一棵大树上，用刺刀捅死，把翻译放回去报信。西濑户秀吉是满洲国战死的最高级别警务人员。1939年9月9日，在新京大同公园举行了第一届全国殉职警察官的慰灵祭，摆奉有西濑户秀吉以下2490位。西濑户秀吉的勋赏是满洲国最高国家荣誉，勋位为九级。1940年8月26日，满洲国兴建了建国忠灵庙，西濑户秀吉以勋五位祭奉。
金日成带队返回苏联。整编为苏联远东方面军独立第88步兵旅，金日成任第一营大尉营长，董崇彬为一营的少尉排长。。
1945年9月9日，周保中派遣董崇彬以中尉身份带领刘玉泉少尉、季喜林少尉、李绍刚、王福、于庆兰、董金山共7人组成工作组协助苏军参与接管大连。董崇彬历任江西军区军政大学副校长，樟树机场建设指挥部副书记兼副指挥、南昌军分区副司令员、宜春军分区副司令员。1955年授予上校军衔，获得三级独立自由勋章、三级解放勋章。1960年3月转业任江西地方铁路局局长，南昌铁路局副局长，江西地方铁路局副局长，郑州铁路局副局长，文化大革命期间下放到郑州铁路局五七干校劳动改造。1969年崔庸健访华向周恩来总理提出想见抗联老战友董崇彬。董崇彬从五七干校到北京与崔庸健相见。之后，董崇彬被解放出来，出任武汉铁路局党委副书记。1978年彻底平反，恢复名誉。1978年2月调任铁道部第二勘测设计院副院长。1993年3月10日病逝于成都。